# 南瓜とマヨネーズ
『南瓜とマヨネーズ』（かぼちゃとマヨネーズ）は、魚喃キリコによる日本の漫画。1998年から1999年にかけて『CUTiE Comic』（宝島社）にて掲載された恋愛漫画で、2004年に祥伝社より復刊版として発表された。2017年に今作を原作とした実写映画が公開された。

## あらすじ
主人公の土田（ツチダ）は過去の自分を救ってくれた同棲中の恋人せいいちの夢を叶えるために生活を支えていた。ミュージシャン志願のせいいちは人間関係に悩んでスランプに陥り曲が書けずに毎日ダラダラ過ごす日々。一方ツチダは内緒で水商売を始めて店の客と愛人関係になってしまう。その事を知ったせいいちは心を入れ替え働き始める。そんな矢先、ツチダは昔の恋人萩野正史（ハギオ）と偶然再会し、過去の思い出にしがみつくようにハギオにのめり込んでいく。

## 登場人物
土田（ツチダ）
せいいち（せいちゃん）
萩野正史（ハギオ）
リカ（可奈子）
田島
田中

## 書誌情報
- 魚喃キリコ 『南瓜とマヨネーズ』 祥伝社〈祥伝社フィールコミックス〉、全1巻
  1. 2004年3月8日発行、ISBN 4-396-76325-5

## 映画
2017年11月11日公開。監督は『ドルメン』で2000年のオーバーハウゼン国際短編映画祭にて審査員奨励賞を受賞し、『乱暴と待機』（2010年）、『ローリング』（2015年）、数々の脚本も手がけ、『素敵なダイナマイトスキャンダル』の公開が控える冨永昌敬。主演は臼田あさ美。
音楽監修および劇中歌制作は『アルス・エレクトロニカ・STARTS Prize』でグランプリを受賞し、幅広い芸術活動を行っているやくしまるえつこが担当し、写真は『明星』で「第40回木村伊兵衛写真賞」を受賞した川島小鳥が務める。
ティザービジュアルは異なるキャッチコピーと写真で構成され、映画のチラシは全部で6つのパターンが展開されている。

### ストーリー
このありふれた平凡は、本当はとても壊れやすくて、無くさないことは奇跡。二つの恋に揺れる、痛くて愛おしい“わたしたちの”ラブストーリー。

### キャッチコピー
- あたりまえだからこそ 儚くて尊い わたしたちの日常
- 2人でいること。それだけでシアワセだった
- そっとフタをして ずっとウソをついて やっと忘れたはずなのに
- 会えて嬉しいよ、でも苦しい。
- 大好きな人と忘れられない人のあいだ
- 女は過去の恋をひきずらない、なんてウソ。

### キャスト
ツチダ
演 - 臼田あさ美
せいいち
演 - 太賀
田中
演 - 浅香航大
寺尾
演 - 若葉竜也
川内
演 - 大友律
可奈子
演 - 清水くるみ
尚美
演 - 岡田サリオ
安原
演 - 光石研
ハギオ
演 - オダギリジョー

### スタッフ
- 監督 - 冨永昌敬
- 原作 - 魚喃キリコ
- 脚本 - 冨永昌敬
- プロデューサー - 甲斐真樹
- アソシエイトプロデューサー - 佐藤公美
- 協力プロデューサー - 津田智
- 撮影 - 月永雄太
- 録音 - 山本タカアキ
- 美術 - 仲前智治
- 音楽監修・劇中歌制作 -  やくしまるえつこ
- 写真 - 川島小鳥
- スタイリスト - 加藤將
- ヘアメイク - 小濱雄作
- 助監督 - 原田健太郎
- 制作担当 - 中村哲也
- 編集・仕上担当 - 田巻源太
- 制作プロダクション - スタイルジャム
- 製作 - 『南瓜とマヨネーズ』製作委員会（スタイルジャム、クロックワークス、スターダストピクチャーズ、TBSサービス、博報堂DYミュージック&ピクチャーズ、コンテンツ・ポテンシャル、スターキャット）
- 配給 - スターダストピクチャーズ